# 최경자 (탁구 선수)
최경자는(崔敬子)는 대한민국의 탁구선수였다. 1957년 아시아 탁구 선수권 대회에서 위쌍숙을 물리치고 우승을 차지했다. 1959년 3월 독일 도르트문트 세계선수권대회에서 단체전 은메달을 획득하였다.

## 참고
1. ↑  “崔敬子孃이優勝”. 경향신문. 1957년 2월 2일.
2. ↑  “일본의 難波多慧子 선수("도르트문트"세계탁구...”. 경향신문. 1959년 4월 10일.